# NGC 166
NGC 166 est une galaxie spirale située dans la constellation de la Baleine. NGC 166 a été découverte par l'astronome américain Francis Leavenworth en 1886.

## Caractéristiques
Sa vitesse par rapport au fond diffus cosmologique est de 5 683 ± 27 km/s, ce qui correspond à une distance de Hubble de 83,8 ± 5,9 Mpc (∼273 millions d'al).
NGC 166 est une galaxie active de type Seyfert 2.